# شدول (ویرجینیا)
شدول، ویرجینیا (انگلیسی: Shadwell, Virginia) یک مکان مختص سرشماری (CDP) در شهرستان البمارل (ویرجینیا)٬ ویرجینیا است. در کنار رودخانه ریوانا در نزدیکی شارلوتزویل قرار دارد. سایت امروزی توسط یک نشانگر تاریخی ویرجینیا برای نشان دادن زادگاه رئیس‌جمهور توماس جفرسون مشخص شده است. این مکان همراه با کلیفتون در فهرست ملی اماکن تاریخی ثبت شده است.
خانه‌های تاریخی کلیفتون و اج هیل در منطقه شادول ویرجینیا واقع شده‌اند.